# Девятый класс (песня)
«Девя́тый класс» (инципит «Девятый класс. Молчит звонок…») — песня композитора Бориса Монастырского на слова Юрия Рыбчинского, написанная, записанная и изданная в 1974 году. Песня попала в вокально-инструментальный ансамбль (ВИА) «Верные друзья» благодаря знакомству руководителя ансамбля Юрия Щеглова с одним из авторов — Борисом Монастырским, вместе с песней передавшим в ансамбль инструментальную аранжировку. В новом ансамбле, созданном как аккомпанирующий состав певца Валерия Ободзинского, петь песню оказалось некому, и «Девятый класс» «пришлось» исполнять бас-гитаристу ансамбля и аранжировщику вокала песни Валерию Дурандину. Песня вошла в дебютный миньон ансамбля «Верные друзья» вместе с тремя песнями других авторов — «Песней верных друзей», «Снегурочкой» и «Лишним билетом» и сразу стала главным хитом и визитной карточкой ансамбля. В 2000 году у песни «Девятый класс», которую иногда называют по строке рефрена «Весна по имени Светлана», появился «двойник» — совершенно другая песня Владимира Захарова и группы «Рок-Острова» с той же строкой в рефрене и теперь уже официальным названием «Весна по имени Светлана».

## История
Музыка Борис Монастырский

Слова Юрий Рыбчинский

Девятый класс. Молчит звонок, 

Апрельский луч упал на стены. 

Как долго тянется урок, 

Впервые ждёшь ты перемены. 

Сидишь за партой у окна.

Глядишь тревожно и туманно, 

А за окном стоит весна, 

А за окном стоит весна,

Весна по имени Светлана.

<...>
Школьная тема и тема первой любви в старших классах были весьма востребованы на советской эстраде 1970-х годов, и песни, навеянные этими темами, присутствовали в репертуаре многих вокально-инструментальных ансамблей (ВИА). Песне «Девятый класс» предшествовала песня 1970 года с аналогичным названием «Десятый класс» композитора Владимира Чернышёва на слова Михаила Матусовского из кинофильма «Переступи порог».
Автору слов «Девятого класса» Юрию Рыбчинскому в 1974 году — времени написания песни — было 29 лет, и он в полной мере прожил пик массового увлечения в СССР именем Светлана, пришедшимся на 1960—1970-е годы. Появление в рефрене строки-коды «Весна по имени Светлана» вряд ли было для Рыбчинского случайностью. И эта же строка стала затем вторым, неофициальным названием песни — найдя вполне ожидаемый отклик в советском массовом сознании.
В 1974 году новый аккомпанирующий коллектив Валерия Ободзинского «Верные друзья» в перерыве между гастролями записал на фирме «Мелодия» свой дебютный миньон «Верные друзья», в который вошло четыре песни: «Песня верных друзей» (Тихон Хренников — Михаил Матусовский), «Снегурочка» (Леонид Гарин — Наум Олев), «Девятый класс» (Борис Монастырский — Юрий Рыбчинский) и «Лишний билет» (Сергей Березин — Леонид Дербенёв). При всей случайности своего появления и состава, эта грампластинка стала самой успешной за всю историю ансамбля.

Концертное выступление ВИА «Верные друзья», 1974 или 1975. Валерий Дурандин (вокал), Виктор Нездийковский (труба), Ефим Дымов (саксофон)

Старая и неоригинальная для ансамбля «Песня верных друзей» (впервые прозвучала в фильме «Верные друзья» в 1954 году) была записана в поддержку названия и бренда «Верные друзья». С неё, сначала в аранжировке Валерия Дурандина, затем, с 1976 года, — Ефима Дымова, начинались впоследствии все концерты ВИА «Верные друзья». Песню «Лишний билет» «Верным друзьям» предложил Сергей Березин — клавишник вокально-инструментального ансамбля «Самоцветы», в котором песня оказалась не востребована. Песня «Девятый класс» попала к «Верным друзьям» вероятнее всего через руководителя ансамбля Юрия Щеглова, который хорошо знал одного из её авторов Бориса Монастырского.
Аранжировку песни «Лишний билет», специально под гитариста Бориса Пивоварова, делал Юрий Щеглов, аранжировку «Снегурочки» — бас-гитарист ансамбля Валерий Дурандин. «Песня верных друзей» также была записана с Борисом Пивоваровым. Инструментальная аранжировка «Девятого класса» была расписана автором Борисом Монастырским в клавире, а вокальную аранжировку песни сделал Дурандин.
В ансамбле, созданном под Валерия Ободзинского, по словам Валерия Дурандина, «не было ярких солистов, все были хоровики», и солировать в песнях было некому. Чтобы хоть как-то исправить ситуацию, для исполнения «Песни верных друзей» был привлечён Евгений Гудков, которого, по словами Георгия Мамиконова, «мы пригласили на запись для усиления вокальной группы». Песню «Девятый класс» пытался петь скрипач и тромбонист ансамбля Игорь Осколков, но, как сказал Дурандин, «у него не получилось, вот и пришлось мне». Кроме «Девятого класса» Дурандин спел также «Снегурочку» и «Лишний билет». Песня «Девятый класс» сразу стала главным хитом и визитной карточкой ВИА «Верные друзья».
По мнению участника «Верных друзей» Георгия Мамиконова, «Девятый класс» и «Лишний билет» — «это были два наших самых-самых хита в концертах». Валерий Дурандин считал, что таковыми были тот же «Девятый класс» и «Снегурочка». Пришедший позже в «Верные друзья» вокалист Виктор Грошев, тем не менее, отмечал, что «Девятый класс» почти не определял лицо ансамбля и даже входил в некоторый диссонанс с вторичным и эклектичным репертуаром «Верных друзей»:
Но если говорить откровенно, то если взять, например, такие ансамбли как «Весёлые ребята», «Самоцветы», «Лейся, песня», то у них были хиты, по которым их знали. А «Верные друзья» этим не страдали (смеётся). Пели всё: композиции Африка Симона, Boney M., других популярных западных исполнителей. Также несколько песен Ефима Дымова и… «Девятый класс».
В 1975 году Валерий Дурандин перешёл в ВИА «Весёлые ребята» и песню «Девятый класс» в «Верных друзьях» затем исполняли уже другие вокалисты.

«Яблоко» второй стороны грампластинки «Верные друзья» с записью песни «Девятый класс» (1974)
Оборотная сторона обложки грампластинки «Верные друзья» (1974)
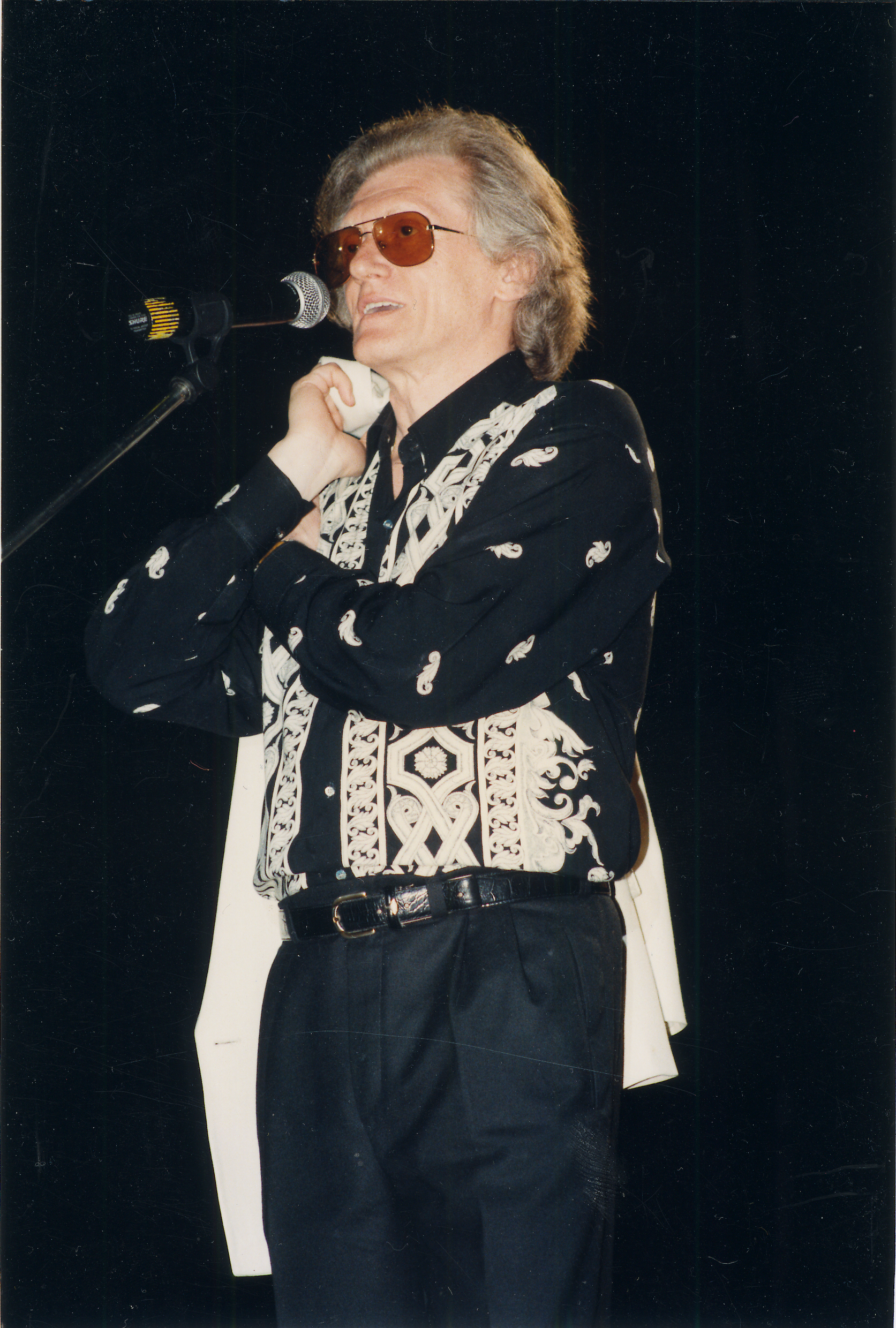
Автор слов песни «Верные друзья» Юрий Рыбчинский в 2012 году

## Кавер-версии, парафраз

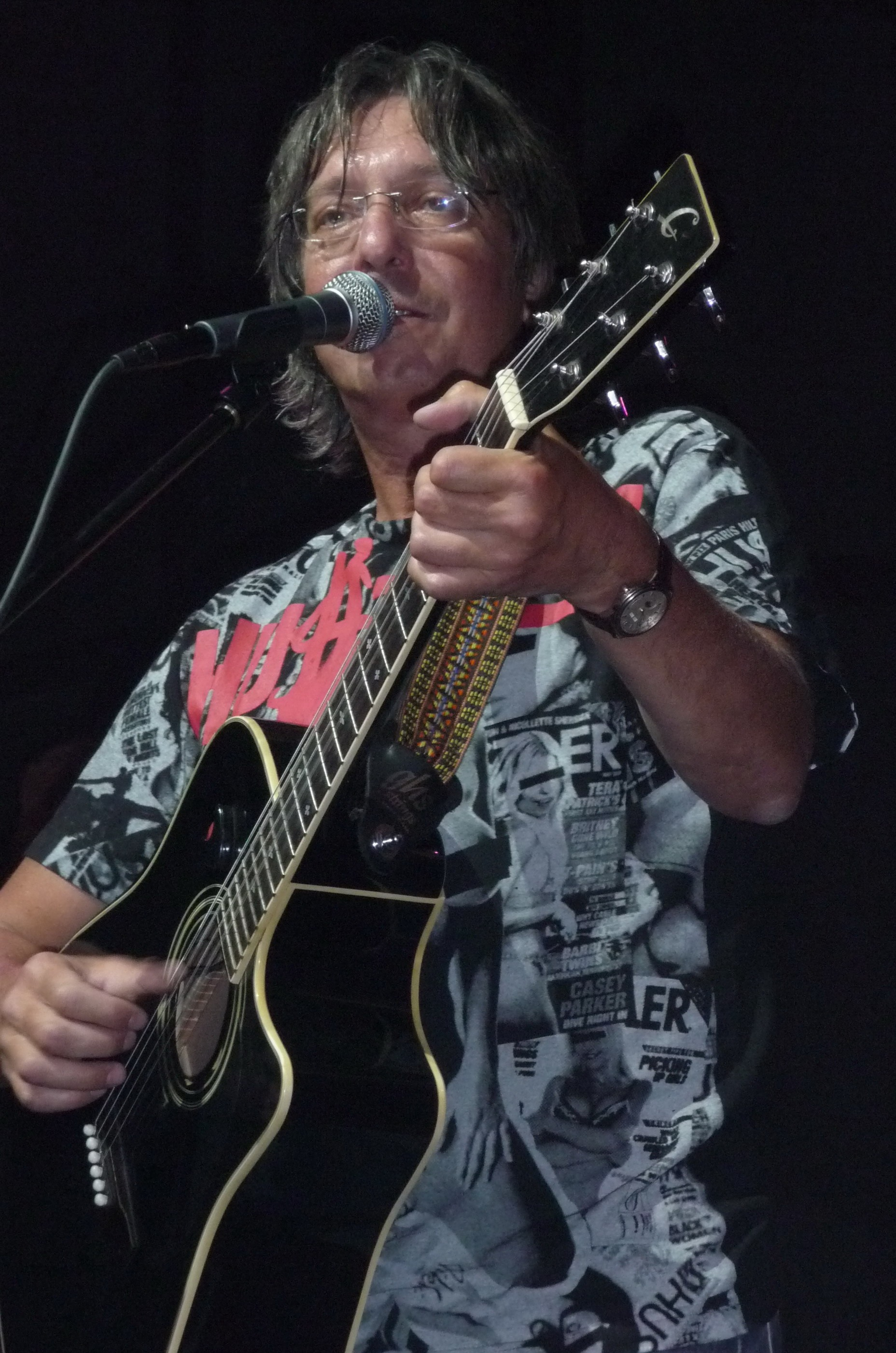
Андрей Заблудовский. 2009

Кроме вокально-инструментального ансамбля «Верные друзья» песню «Девятый класс» в 1970-х годах исполняла в более «мягкой» аранжировке Нина Бродская. В 1977 году песню записал на фирме «Мелодия» для своего диска-гиганта (С60-08759-60) самодеятельный ленинградский ВИА «Голос юности» под руководством Феликса Соломоника (им же была сделана аранжировка). Возрождённый в 2001 году ВИА «Верные друзья» записал для компакт-диска ансамбля «Лучшее» (2003) новую версию песни. В 2010 году песню в биг-битовой аранжировке Сергея «Малого» Болдакина исполнил бывший участник бит-квартета «Секрет» Андрей Заблудовский в сопровождении Санкт-Петербургского биг-бэнда Сергея Гусятинского.
В 2000 году Владимир Захаров, которому в год появления «Девятого класса» было семь лет, написал для нового альбома «Весенний дождь» группы «Рок-Острова» совершенно другую песню с той же, что и в песне «Девятый класс», строкой в рефрене — «Весна по имени Светлана», но в отличие от «Девятого класса» сделал эту строку официальным названием песни:
Весна нас делает другими.

Всё так легко и как-то странно,

А у моей весны есть имя,

Мою весну зовут Светлана.

<…>

Да, мне не до сна,

Да, снова весна,

Весна по имени Светлана.

<…>
Использование вторых, неофициальных названий известных песен 1970-х годов случалось и позже. В 2014 году Сергей Брикса записал новую песню своего авторства с названием «Мир не прост», не имеющую никакого отношения к песне «Всё, что в жизни есть у меня» (второе название, по инципиту, — «Мир не прост»).

## Записи
- Запись песни «Девятый класс» на миньоне «Верные друзья» (1974), солист Валерий Дурандин. Вокально-инструментальная эра (1974). Дата обращения: 6 марта 2017. (аудио)
- Запись песни «Девятый класс» для компакт-диска «Лучшее» (2003) возрождённого в 2001 году ВИА «Верные друзья». Официальный сайт ВИА «Верные друзья» (2003). Дата обращения: 6 марта 2017. Архивировано из оригинала 2 мая 2017 года. (аудио)
- Концертное выступление Андрея Заблудовского с песней «Девятый класс» в сопровождении Санкт-Петербургского биг-бэнда Сергея Гусятинского. 10 января 2010 года (видео)